# 桜井小太郎
桜井 小太郎（さくらい こたろう、1870年10月5日（明治3年9月11日） - 1953年（昭和28年）11月11日）は日本の建築家。日本人初の英国の王立建築家協会建築士である。

## 略歴
1870年10月5日（明治3年9月11日）、金沢藩出身の維新政府官僚である桜井能監の長男として東京市神田区神田今川町（現在の東京都千代田区）に生まれた。
東京府中学校を卒業、第一高等中学校に入学するも中退、東京帝国大学工科大学造家学科の選科生となる。同時にジョサイア・コンドルの建築設計事務所で建築実務の指導を受ける。
1889年9月、ロンドン大学ユニバーシティー・カレッジ建築コースに入学、学術的建築科と美術的建築科に在籍した。1890年7月、同カレッジを卒業。学術的建築科は首席でドナルドソン賞を受賞、美術的建築科は第2位の成績で褒賞を受賞した。大学卒業後、ロンドンのプロフェッサー・ロジャー・スミス建築事務所で2年間実務修習を行い、また、サマセットシア地方の建築の実地調査において、英国王立建築家協会賞を受賞した。1892年3月、王立英国建築家協会会員登録試験制度の認定試験に合格し、協会公認建築家資格を取得した。
1893年（明治26年）11月、日本に帰国。1896年（明治29年）10月、海軍技師となり、呉鎮守府に赴任する。このころから工学会の活動にも携わり学会誌に名前が見える。1903年（明治36年）11月には呉海軍鎮守府経理部建築科科長に就任した。1913年（大正2年）に海軍技師を退官、曾禰達蔵の勧誘で三菱合資会社地所部（三菱地所）に入社、技師長として主に丸の内ビジネス街建設に携わった。1915年（大正4年）工学博士。
1923年（大正12年）5月、桜井小太郎建築事務所を設立。1923年9月1日の関東大震災後の復興事業には、当時の麹町区の一部である丸ノ内有楽町1・2・3丁目（第四地区）の区画整理事業に副議長として調整にあたった。
また、建築学会が建築会館建設の手段として設立した株式会社建築会館の取締役会長を勤めた。
1935年（昭和10年）竣工の横浜正金銀行神戸支店（現神戸市立博物館）の設計を最後に業務からは引退したが、1937年4月からは中村伝治の後を継いで日本建築士会会長を務め、株式会社建築会館の取締役会長も引き続き勤めた。
1953年11月11日、83歳で没した。

## 人物
能楽を趣味としており、社団法人能楽会（徳川家達会長）の理事を務めていたが、1938年1月末をもって退任し、監事になった。

## 作品
| 名称                         | 年                 | 所在地               | 状態                               | 施工（当時）、現状、備考                             |
| ---------------------------- | ------------------ | -------------------- | ---------------------------------- | ---------------------------------------------------- |
| 呉造兵廠砲煩製造所           | 1902年（明治35年） | 広島県呉市           | 現存せず                           |                                                      |
| 旧呉鎮守府司令長官官舎       | 1905年（明治38年） | 広島県呉市           | 重要文化財                         | 入船山記念館、                                       |
| 旧呉鎮守府庁舎               | 1907年（明治40年） | 広島県呉市           |                                    | 海上自衛隊呉地方総監部第一庁舎、                     |
| 旧海軍大湊要港部水源地堰堤   | 1909年（明治39年） | 青森県むつ市         | 重要文化財 土木学会選奨土木遺産    |                                                      |
| 旧横須賀鎮守府司令長官官舎   | 1913年（大正2年）  | 神奈川県横須賀市     |                                    | 田戸台分庁舎                                         |
| 諸戸清六邸 付属屋            | 1913年（大正2年）  | 三重県桑名市         |                                    | [ 20 ] [ 21 ] [ 22 ]                                 |
| 帝国鉄道協会                 | 1916年（大正5年）  | 東京都               | 現存せず                           |                                                      |
| 台湾銀行旧東京支店           | 1916年（大正5年）  | 東京都千代田区       | 現存せず                           |                                                      |
| 旧荘清次郎別邸               | 1916年（大正5年）  | 神奈川県鎌倉市       |                                    |                                                      |
| 三菱仲13号館                 | 1917年（大正6年）  | 東京都               |                                    |                                                      |
| 三菱仲14号館                 | 1917年（大正6年）  | 東京都               |                                    |                                                      |
| 三菱仮本社（22号館）         | 1918年（大正7年）  | 東京都               | 現存せず                           |                                                      |
| 三菱仲15号館                 | 1919年（大正8年）  | 東京都               | 現存せず                           |                                                      |
| 三菱仲12号館                 | 1919年（大正8年）  | 東京都               | 現存せず                           |                                                      |
| 三菱仲2号館                  | 1920年（大正9年）  | 東京都               | 現存せず                           |                                                      |
| 三菱仮本社（22号館）増築     | 1921年（大正10年） | 東京都               | 現存せず                           |                                                      |
| 旧三菱銀行本店               | 1922年（大正11年） | 東京都中央区         | 現存せず                           | [ 23 ]                                               |
| 丸ノ内ビルヂング             | 1923年（大正12年） | 東京都千代田区       | 現存せず                           |                                                      |
| 東洋文庫                     | 1924年（大正13年） | 東京都文京区         | 1932年と1969年の建て替えで現存せず | [ 24 ]                                               |
| 静嘉堂文庫                   | 1924年（大正13年） | 東京都世田谷区       | 東京都選定歴史的建造物             |                                                      |
| 成蹊学園本館                 | 1924年（大正13年） | 東京都武蔵野市       |                                    |                                                      |
| 荻窪歯科診療所               | 1924年（大正13年） | 東京都               |                                    |                                                      |
| 旧三菱銀行京都支店           | 1925年（大正14年） | 京都市               | 現存せず                           | 竹中工務店。現在は壁面の一部が京都ダイヤビルに復元。 |
| 横浜正金銀行本店震災復旧工事 | 1925年（大正14年） | 横浜市               |                                    | 竹中工務店。                                         |
| 川島邸                       | 1925年（大正14年） | 東京都               |                                    |                                                      |
| 松平家津田別荘               | 1926年（大正15年） | 香川県               |                                    |                                                      |
| 第一東京弁護士会館           | 1926年（大正15年） | 東京都               |                                    |                                                      |
| 時事新報社                   | 1926年（大正15年） | 東京都千代田区       | 現存せず                           | 大林組。                                             |
| 横浜正金銀行伊勢山接客所     | 1927年（昭和2年）  | 横浜市               | 現存せず                           | 竹中工務店。                                         |
| 三菱銀行船場支店             | 1927年（昭和2年）  | 大阪市               | 現存せず                           |                                                      |
| 永代橋ビルディング           | 1927年（昭和2年）  | 東京都               | 現存せず                           |                                                      |
| 柏原邸                       | 1928年（昭和3年）  | 東京都               | 現存せず                           | 清水組。                                             |
| Y氏邸                        | 1928年（昭和3年）  | 東京都               |                                    | 清水組。                                             |
| 明治生命広島支店             | 1929年（昭和4年）  | 広島市               | 現存せず                           |                                                      |
| 旧横浜正金銀行名古屋支店     | 1929年（昭和4年）  | 名古屋市             | 現存せず                           | 竹中工務店。                                         |
| 帝国生命館                   | 1929年（昭和4年）  | 東京都千代田区       | 現存せず                           | 竹中工務店。                                         |
| 鳥羽商店                     | 1929年（昭和4年）  | 東京都               | 現存せず                           | 竹中工務店。                                         |
| T伯爵邸                      | 1931年（昭和6年）  | 東京都               | 現存せず                           | 清水組。                                             |
| 三越札幌支店                 | 1932年（昭和7年）  | 札幌市               | 現存せず                           |                                                      |
| 旧横浜正金銀行神戸支店       | 1934年（昭和9年）  | 兵庫県神戸市中央区   | 登録有形文化財                     | 竹中工務店。神戸市立博物館                           |
| 旧横浜正金銀行門司支店       | 1935年（昭和10年） | 福岡県北九州市門司区 |                                    | 竹中工務店。北九州銀行門司支店、                     |
|                              |                    |                      |                                    |                                                      |

## ギヤラリー

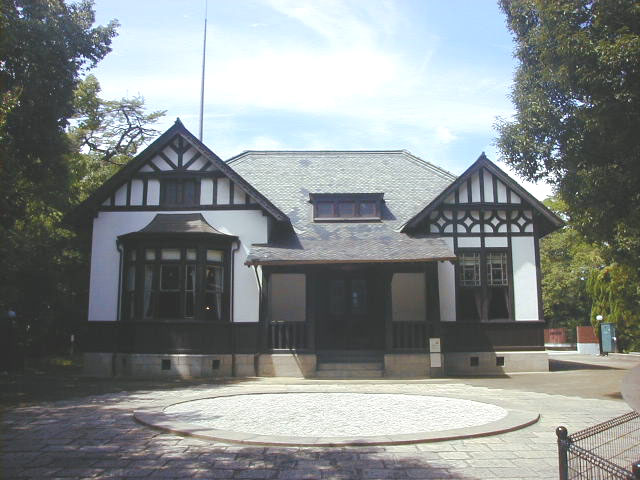
旧呉鎮守府司令長官庁舎 （入船山記念館）
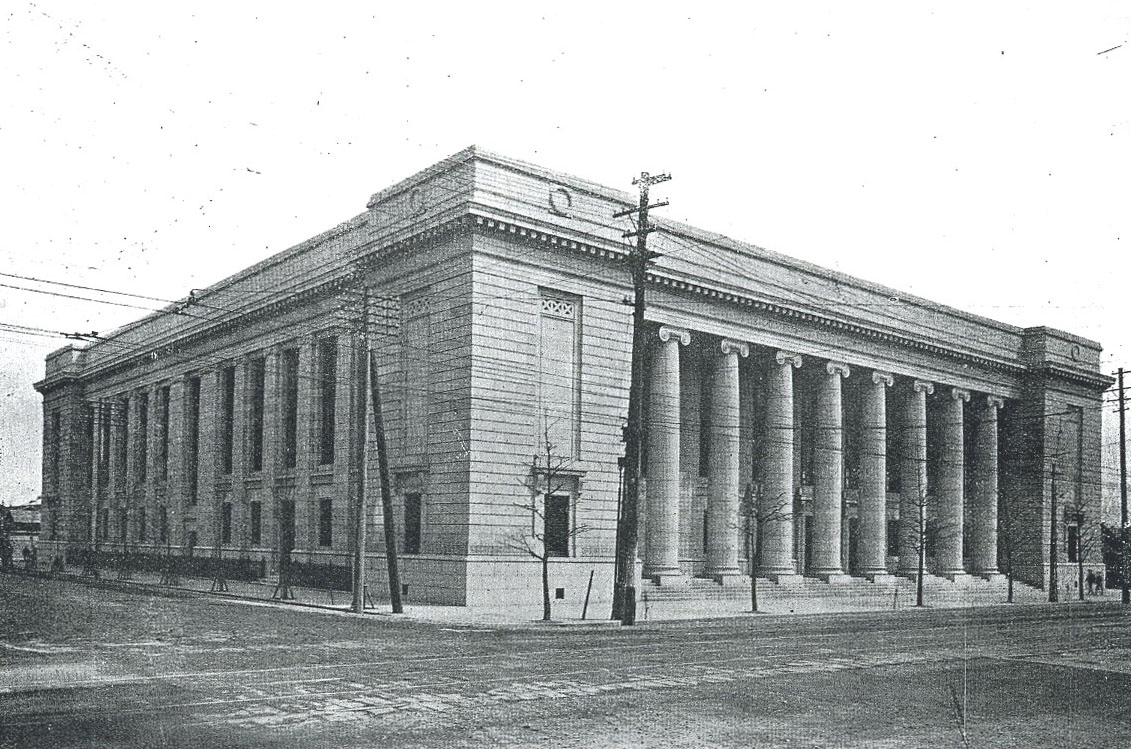
旧三菱銀行本店
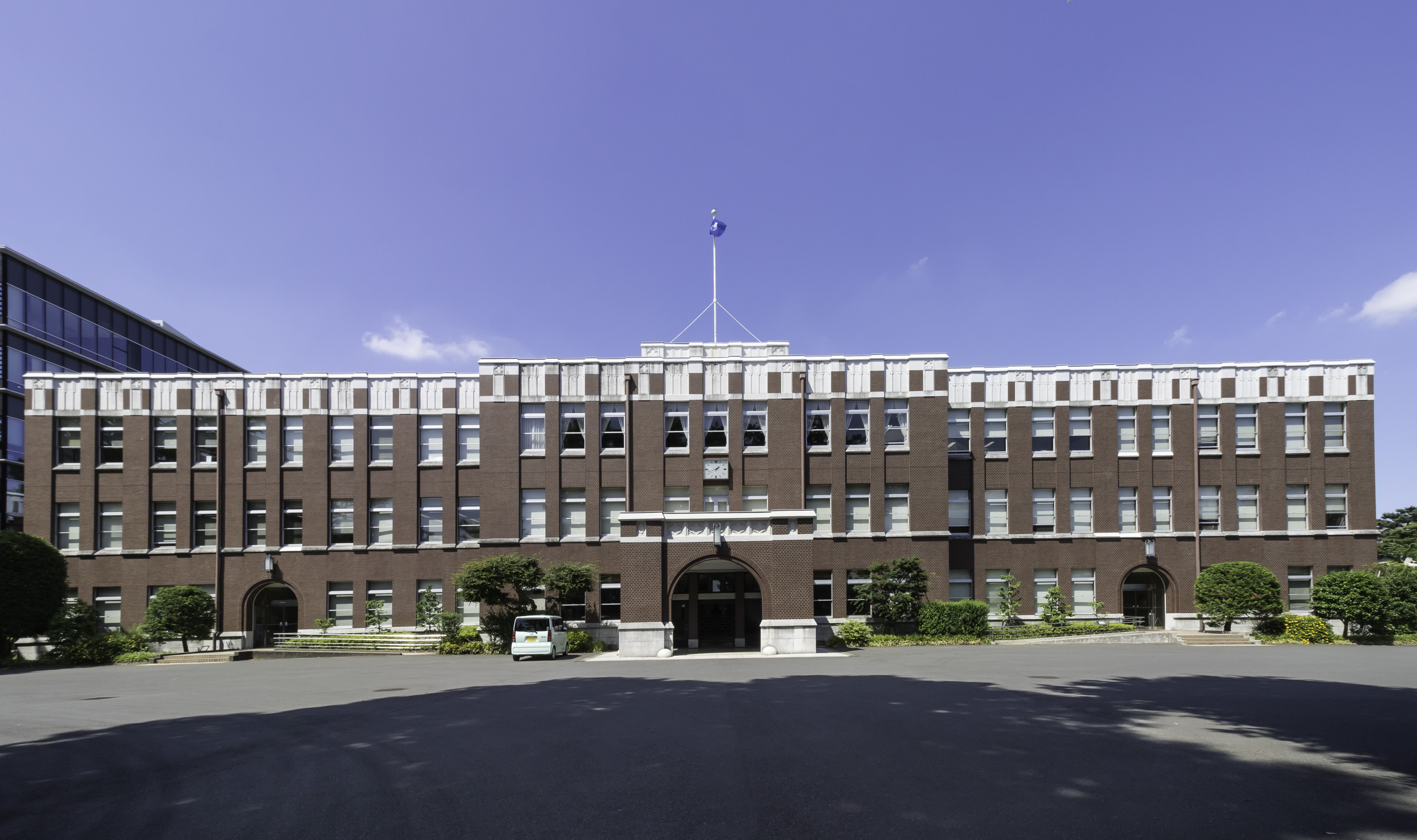
成蹊学園本館
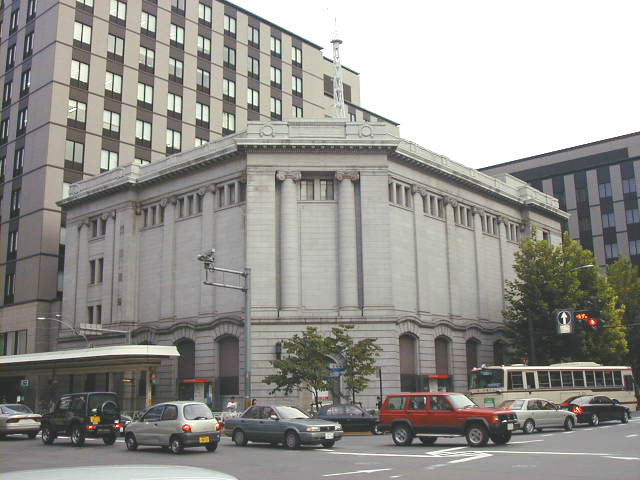
旧三菱銀行京都支店
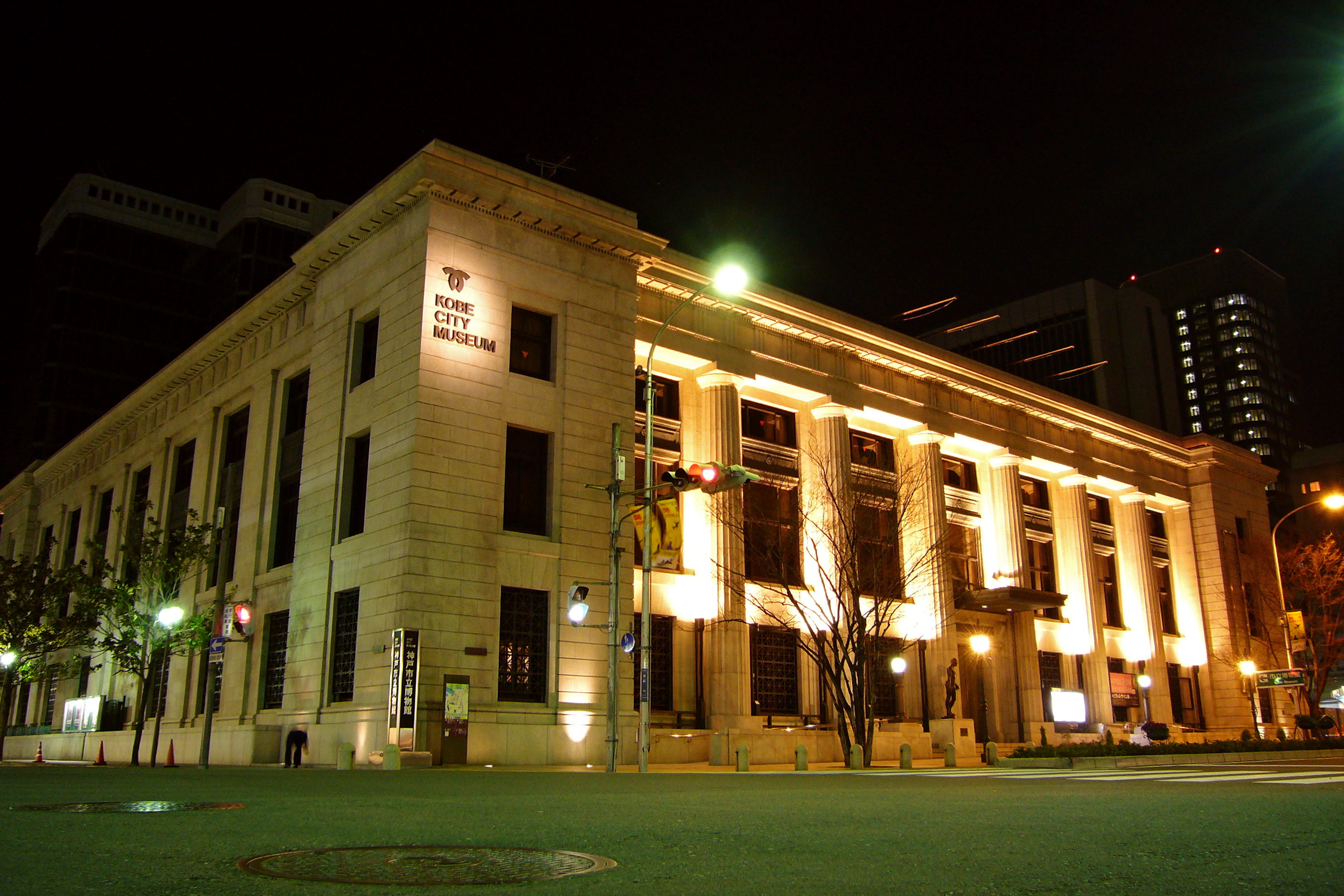
旧横浜正金銀行神戸支店 （神戸市立博物館）
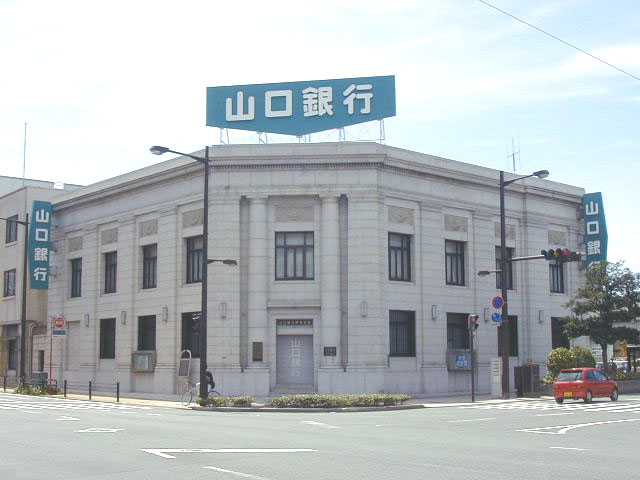
旧横浜正金銀行門司支店 （山口銀行門司支店）

## 著作

### 雑誌
- “英国中古の家屋 上”. 建築雑誌 (建築学会) 4 (42):  97 -. (1890-06).
- “英国中古の家屋 中”. 建築雑誌 (建築学会) 4 (43):  117 -. (1890-07).
- “英国中古の家屋 下”. 建築雑誌 (建築学会) 4 (44):  135 -. (1890-08).
- “修学旅行報告”. 建築雑誌 (建築学会) 6 (70):  301 -. (1892-10).
- “羅馬府建築論（第一）”. 建築雑誌 (建築学会) 7 (75):  76 -. (1893-03).
- “羅馬府建築論（第二）”. 建築雑誌 (建築学会) 7 (76):  109 -. (1893-04).
- “羅馬府建築論（第三）”. 建築雑誌 (建築学会) 7 (77):  154 -. (1893-05).
- “伊太利建築の話”. 建築雑誌 (建築学会) 8 (85):  3 -. (1894-01).
- “伊国ノ建築”. 伊學紀事 (伊學恊會) 5:  8 - 16. (1894-05).
- “各種建築 新聞社 時事新報社（附図） 桜井事務所”. 建築雑誌 (建築学会) 41 (496). (1927-05).
- “各種建築 実例 和田氏住宅（附図）”. 建築雑誌 (建築学会) 30 (349). (1916-01).
- “各種建築 百貨店 三越札幌支店及び同説明（附図）”. 建築雑誌 (建築学会) 45 (560):  1037 -. (1932-08).
- “理想に近き地下作業”. 深礎地業・深層建築 : 耐震・防空特許・無音震・無山留 (深礎工業):  4. (1938).

### 講演
- “英国住家諸室ノ配置（演題のみ掲載）”. 工学会誌 (工学会) 13 (152):  419. (1894-08).

## 親族
- 妻 範子（つねこ）- 子爵日野西光善五女[39]
- 娘 安芸子 - 穂積八束の長男、重威に嫁いだ。
- 長男 広一 - 三菱銀行行員[40]